# 百萬人推理
《百萬人推理》，是一部即將上映的台灣懸疑犯罪劇集，由蘇文聖執導和編劇，《華燈初上》原班團隊製作，鄭伊健、婁峻碩、李霈瑜、王柏傑、李李仁和陳姸霏領銜主演。

## 演員

### 領銜主演
- 鄭伊健[1]
- 婁峻碩[1]
- 李霈瑜[1]
- 王柏傑[1]
- 李李仁[1]
- 陳姸霏[1]

### 聯合演出
- 張永正[2]
- 高英軒[2]
- 周明宇[2]
- 蔡凡熙[2]
- 楊懿軒[2]
- 詹懷雲[2]
- 歐陽倫[3]

### 客串
- 阿翰[4]
- 千千[4]
- 林羿禎[4]
- 草爺[4]
- 鐵牛[4]

## 製作

### 開發
2022年3月，香港演員鄭伊健前往台北東區拍攝電視劇，而百聿數碼隨後確認將會與鄭合作，拍攝一部懸疑劇，因此一度謠傳鄭將會參演在當時正在製作的《華燈初上》第三季。同年4月，百聿數碼宣佈將會與天予電影共同製作犯罪懸疑劇集《百萬人推理》。該劇是百聿的第三部原創劇，曾經入選金馬創投會議，由蘇文聖執導和編劇，《華燈初上》原班團隊製作，鄭伊健、婁峻碩、李霈瑜、王柏傑、李李仁和陳姸霏領銜主演，預計將會於2023年第一季播出。該劇亦是鄭首度長時間在台灣參與演出的作品，他在收到劇本後相當感興趣，並立馬答應出演。2022年7月26日，該劇釋出片花，並公佈張永正、高英軒、周明宇、蔡凡熙、楊懿軒和詹懷雲加入演出陣容。

### 拍攝
主體拍攝於2022年3月在台北東區開始，取景地點包括西門町的西門紅樓和內湖區，並在同年5月底殺青。

## 外部連結
- 豆瓣电影上《百万人推理》的資料 （简体中文）